# Telaio idraulico

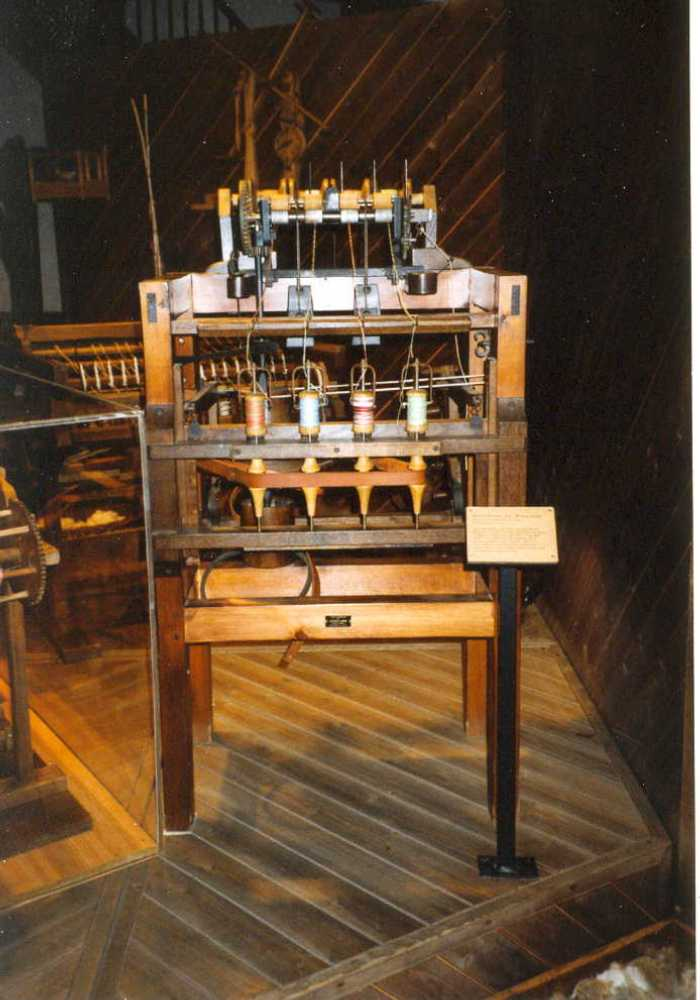
Modello d i un filatoio idraulico nel Museo della prima industrializzazione a Wuppertal.

Il filatoio idraulico (in inglese water frame) è un filatoio meccanico azionato da una ruota idraulica. Progettato per la produzione di filato di cotone, fu usato per la prima volta nel 1765. I telai idraulici in generale sono esistiti sin dai tempi dell'antico Egitto. Il telaio dell'acqua era in grado di filare 128 fili alla volta, il che lo rendeva un metodo semplice e veloce. Fu sviluppato da Richard Arkwright, che brevettò la tecnologia nel 1769. Il progetto era in parte basato su una macchina per filare costruita per Thomas Highs dal fabbricante di orologi John Kay, che fu assunto da Arkwright. Essendo alimentato a energia idraulica, produceva filati più forti e più duri rispetto all'allora famosa "giannetta", dando così grande slancio al sistema della fabbrica.
Un altro telaio azionato ad acqua per la produzione di tessuti fu sviluppato nel 1760, nella prima città industrializzata di Elberfeld, Prussia (ora a Wuppertal, in Germania), dal proprietario tedesco di impianti di candeggio Johann Heinrich Bockmühl.
Il telaio idraulico è derivato dall'uso di una ruota idraulica per azionare una serie di filatoi meccanici. La ruota idraulica forniva più potenza al filatoio meccanico rispetto agli operatori umani, riducendo la quantità di lavoro umano necessario e aumentando drasticamente la lunghezza dei filati. Tuttavia, a differenza della giannetta, il telaio idraulico poteva filare solo un filo alla volta fino a quando Samuel Crompton combinò le due invenzioni nel suo filatoio intermittente nel 1779.
Il telaio idraulico era originariamente azionato da cavalli in una fabbrica costruita da Arkwright e soci a Nottingham. Nel 1770 Arkwright e soci costruirono un impianto idraulico a Cromford, nel Derbyshire.

## Cromford
Nel 1771, Arkwright installò il telaio idraulico nel suo cotonificio a Cromford, nel Derbyshire, sul fiume Derwent, creando una delle prime fabbriche costruite appositamente per alloggiare macchinari invece di riunire i lavoratori. Fu uno dei primi casi in cui la giornata lavorativa era determinata dall'orologio anziché dalle ore di luce, di persone impiegate piuttosto che semplicemente prese a cottimo. Nella sua forma finale, combinata con la sua cardatrice, fu la prima fabbrica ad utilizzare un processo continuo dalla materia prima al prodotto finito in una serie di operazioni.
Arkwright giocò una parte significativa nello sviluppo del sistema di fabbrica, combinando la forza idraulica, il telaio idraulico e la produzione continua con le moderne pratiche di impiego. Il telaio idraulico ebbe un ruolo importante nello sviluppo della rivoluzione industriale.